# ウルフ・フォース
ウルフ・フォース（スウェーデン語: Ulf Fase, 1247年没）は、フォルクング家出身のスウェーデンの首長（ヤール、在位：1221年? - 1247年）。「フォース」（Fase、Fasiとも）は綽名であり、確証はされていないが「恐ろしい」の意であると考えられている。

## ヤール就任と台頭
1220年にカール・ドーヴ（聾のカール）がエストニア人との戦争（リフラの戦い）で戦死すると、最も血縁の近かったウルフが次のヤールに選出された。この間に中継ぎのヤールがいた可能性もある。1222年にスウェーデン王ヨハン1世が死ぬまでには、ウルフは確実にヤールに就任している。彼は首長カールの息子であったと推定されている。
1222年、ライバルであったエリク家のエリック11世が6歳でスウェーデン王位に就いた。しかし幼少の王の権力は弱く、ウルフは王族のカヌート（後のカヌート2世）と共に権勢を誇った。
カヌート2世は1229年に王位を簒奪し、エリック11世を追放した。しかしウルフはヤールの地位を維持した。1234年にカヌート2世が死ぬと、18歳のエリック11世が復位した。彼の支持者は5年前に裏切ったウルフを快く思っていなかったが、ウルフは既に強大な勢力を誇っていたため地位を奪う事が出来なかった。
彼は莫大な資産を保持していたか、もしくは独占的な経済特権を手にしていたと考えられている。実際に、王ではなかったはずのウルフの名が刻まれた硬貨が発掘されている。

## フォルクング家の混乱
1247年、フォルクング家はカヌート2世の遺児ホルムイェル・クヌートソンを擁立して反乱を起こしたが、スパルサートラの戦いで国王軍に敗北し指導者らが処刑される事件があった。この時点でウルフが死亡していたかどうか、また生きていた場合の彼の立場などは明らかになっていない。ウルフが反乱を指導して敗れ処刑されたとも、逆に彼の死によってフォルクング家内の過激派が抑えを失い反乱に踏み切ったとも考えられる。ウルフの死後ヤールの役職を継いだのは、フォルクング家出身でありながら国王軍の司令官としてホルムイェルを破ったビルイェル・ヤール（ビルイェル・マグヌソン）であった。 

## 子孫
息子にカール・ウルフソンがいる。彼はビルイェル・ヤールと仲違いして出奔、リヴォニア騎士団に参加したが、未婚のまま1260年にリガ付近の戦闘で死亡した。